# 블루스 브라더스 2000
블루스 브라더스 2000(Blues Brothers 2000)은 1998년 미국에서 제작된 존 랜디스 감독의 영화이다. 댄 애크로이드 등이 주연으로 출연하였고 댄 애크로이드 등이 제작에 참여하였다.

## 출연

### 주연
- 댄 애크로이드
- 존 굿맨

### 조연
- 월터 레빈
- 톰 데이비스
- 프랭크 오즈
- B.B. 킹
- 캐슬린 프리먼
- J. 에반 보니팬트
- 글로리아 슬레이드
- 조 모튼
- 제임스 브라운

## 제작진
- 미술: 빌 브로디
- 의상: 데보라 나둘맨
- Ass-PD: 그레이스 길로이
- 배역: 로스 클라이스데일
- 배역: 조안나 콜버트